# Tribulus terrestris
Tribulus terrestris (videira da punctura ou abrolhos, «abre-os-olhos»), da família Zygophyllaceae, é uma erva daninha nativa de regiões quentes, temperadas e tropicais do Velho Mundo, como o sul da Europa e sul da Ásia, além de ao longo da África e da Austrália. Na Europa, foi utilizada como estimulante sexual — para aumentar o impulso e o desempenho — e para tratamento da impotência durante vários séculos.

## Etimologia
O nome científico Tribulus é derivado do Grego τρίβολος originalmente usado para estrepe, ou "tríbulo", uma arma espinosa de 4 pontas. Utilizado em seu sentido botânico por Plínio, o Velho em sua obra História Natural (21, 91) para designar o fruto do abrolhos mas também para o fruto de outras plantas ('por exemplo 'Trapa natans, a Castanha de água) (21, 98) e por Virgilio nas Geórgicas (1, 53), no sentido de abrojos.
O epíteto terrestris alude à característica rasteira da planta.

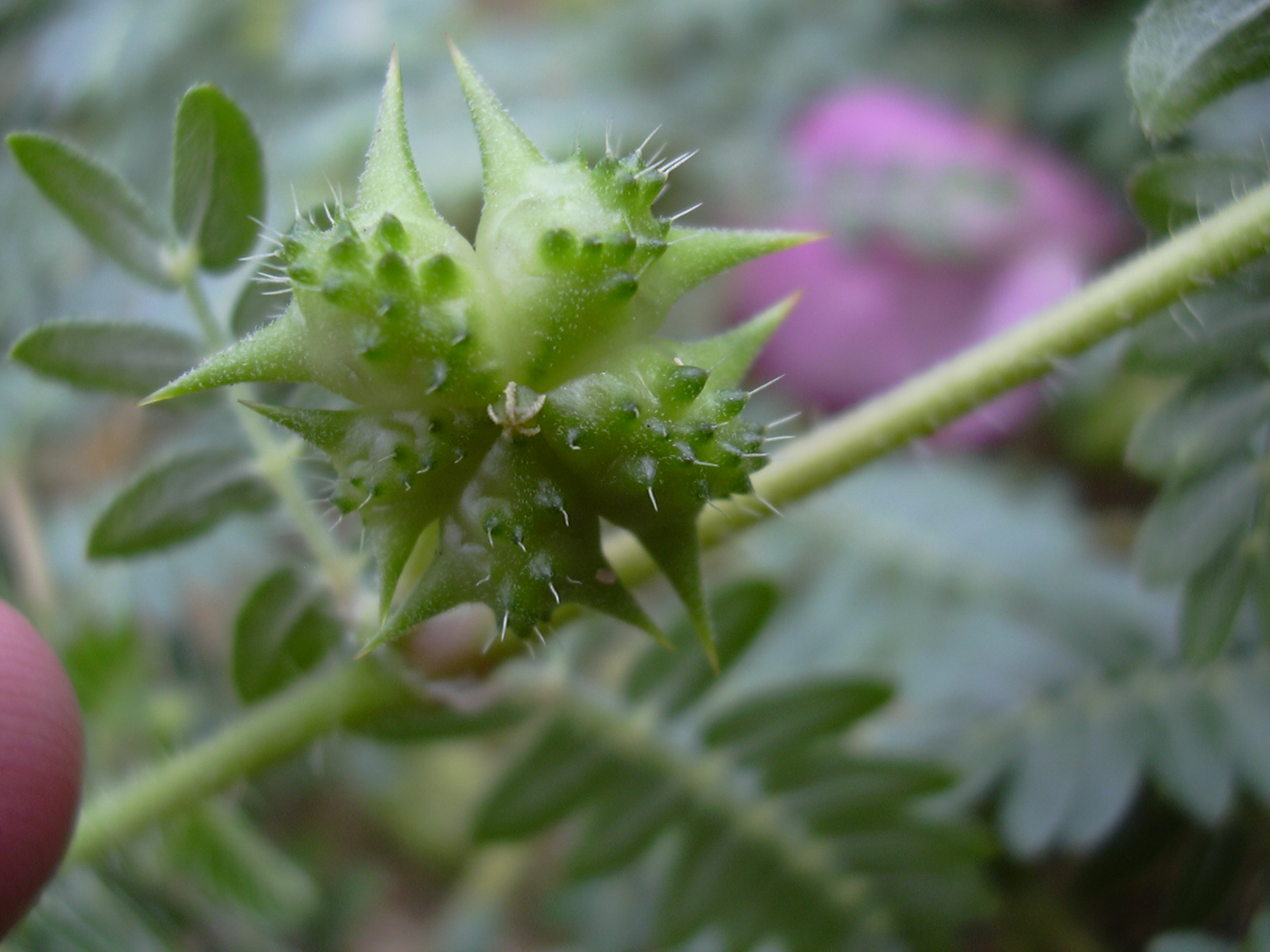

## Taxonomia

### Sinônimos
- Tribulus muricatus Stokes
- Tribulus orientalis A.Kern.
- Tribulus terrestris subsp. orientalis (A. Kern.) Dostál
- Tribulus terrestris subsp. terrestris L.
- Tribulus terrestris var. orientalis (A. Kern.) Beck
- Tribulus terrestris var. albidus Friv.[5]
- Tribulus lanuginosus L.
- Tribulus maximus var. roseus Kuntze
- Tribulus terrestris var. sericeus Andersson ex Svenson[6]

## Descrição

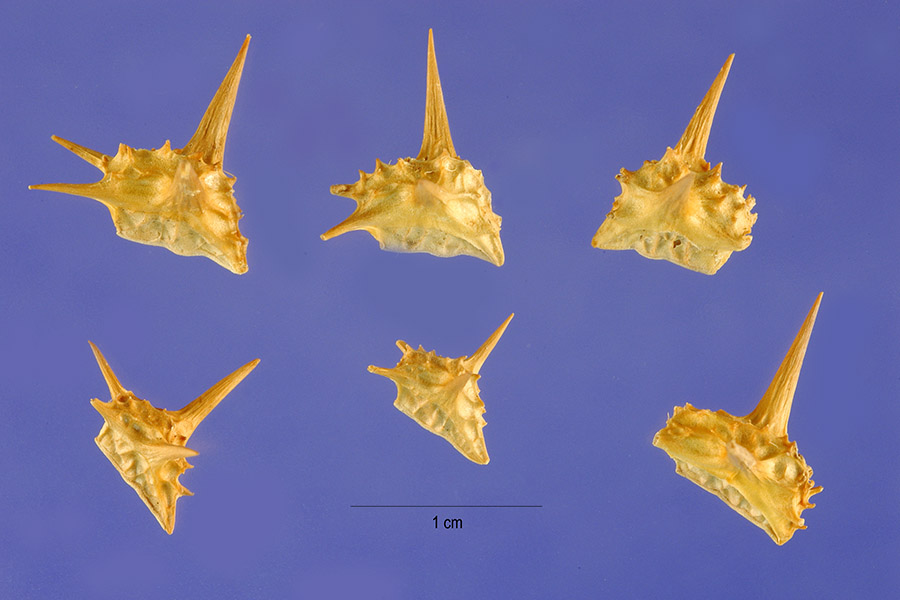
Frutos maduros soltos

É uma herbácea rasteira cujos tronco s irradiam da coroa por um diâmetro de cerca de 1 cm a mais de um metro, com muitas ramificações, geralmente prostradas, formando arbustos planos, embora possam crescer mais verticalmente em sombras ou entre plantas mais altas. As  folhas são compostas de pinhas com folíolos com menos de 7 mm de comprimento. A flor é de 4–10 mm de largura, com 5 pétalas de cor amarela. Uma semana depois de brotar cada flor, nasce o fruto que facilmente deixa cair 4 a 5 sementes. Estas são duras e possuem 2 espinhos afiados, com 10 mm de comprimento e 4–6 mm entre  Eles suficientemente duras para furar um pneu de bicicleta, e causar dor considerável quando perfuram pés descalços.

## Distribuição e habitat
Está amplamente distribuída pelo mundo inteiro, exceto em altas latitudes. Em alguns Estados dos Estados Unidos é considerada uma espécie invasora. Sobrevive inclusive em climas de deserto e solo pobre.

## Erradicação

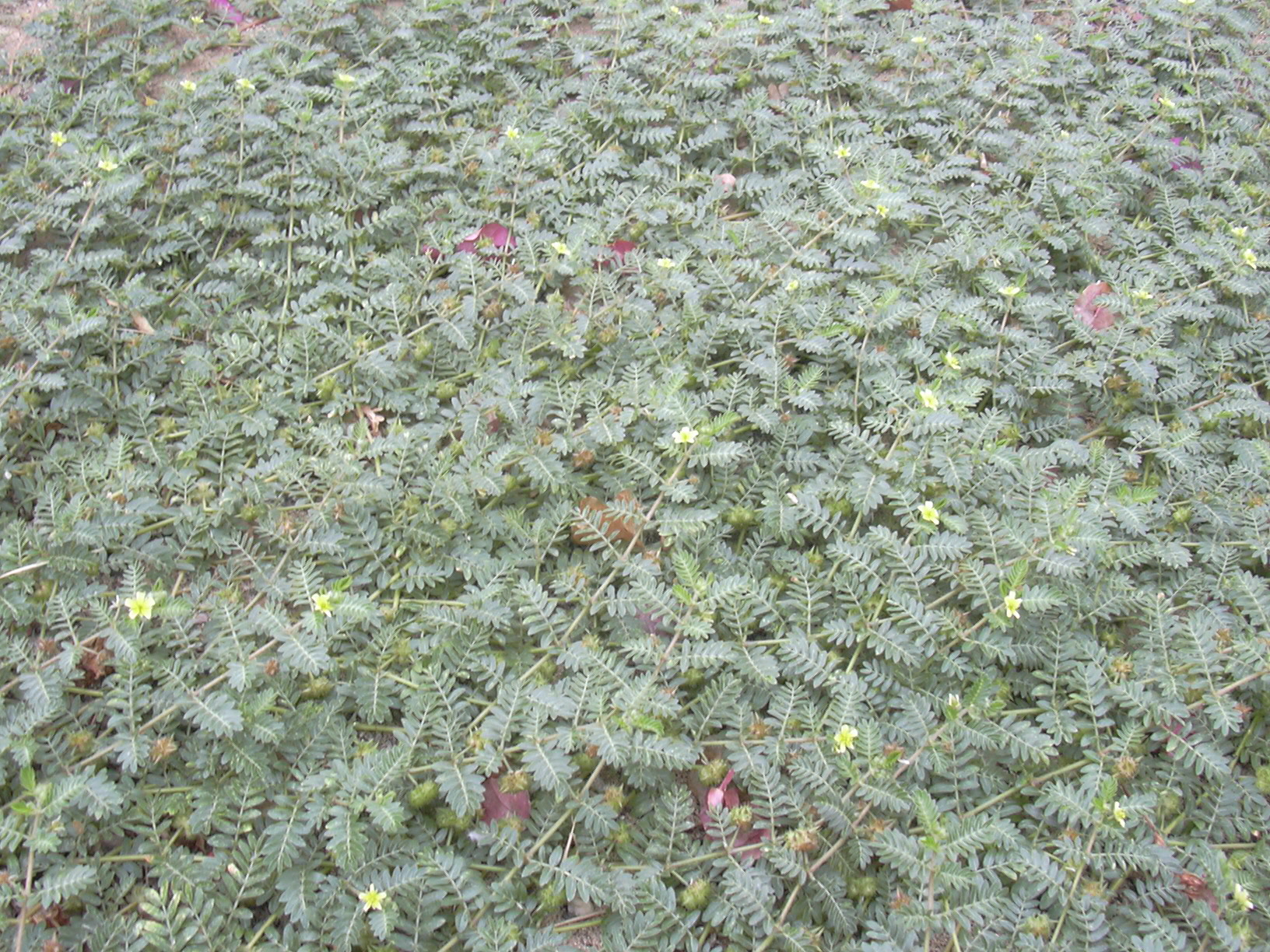
Habitat típico do Tribulus terrestris

Enquanto uma espécie não nativa, métodos de erradicação são frequentemente procurados e empregados após a semeadura. Há soluções biológicas e soluções herbicida é o problema, mas nenhum dá uma extinção rápida e total, porque as sementes de T. terrestris podem permanecer ativas por mais de 3 a 7 anos, em média.

### Física
Em pequenas áreas, o T. terrestris é melhor controlado com a remoção manual, usando uma enxada para cortar a planta fora em sua raiz principal. Embora esta seja eficaz, o ato de remover a planta inteira segurando a raiz, caule ou tronco e puxar para cima é muito mais eficaz. Isso exige o monitoramento da área e remover as ervas daninhas durante todo o tempo a pré-configuração (final da primavera e início do verão em muitas regiões temperadas). Isto reduz grandemente a prevalência da erva no ano seguinte. Capinar não é um método eficaz de erradicação, porque a planta cresce plana contra o chão.
Outra via de erradicação física é o cultivo de outras plantas e valor comercial que possam competir com o tribulus.

## Usos

### Grécia Antiga
Na Grécia Antiga, era comum o uso dos frutos secos da Tribulus terrestris como um laxante suave e um tônico geral.

### China
Na Medicina tradicional chinesa Tribulus terrestris é chamado de bai ji li (白蒺藜). Na China, era muito utilizada para tratar problemas do fígado e como remédio cardiovascular, além de eliminar dores de cabeça e exaustão nervosa.

### Índia
Tribulus terrestris é muito usado como tônico e afrodisíaco nas práticas ayurvédicas, sendo conhecido por seu nombre em sânscrito "gokshura". A palavra Gokshura é formada pela junção de duas palavras naquele idioma:  Go (vaca) e Kshura (casco). Acredita-se que ele pode contribuir para o vigor físico em geral, bem como o vigor sexual, a construção de todos os tecidos, especialmente Shukra dhatu (tecido reprodutivo). Também crê-se que possa ser útil ao rim, bexiga, aparelho urinário e doenças relacionadas uro-genitais, onde funcionaria como diurético.
Também é utilizado em Unani, outro sistema médico indiano.

### Sul da África
Os frutos são usados em armas mortíferas no sul da África

### Atualidade no Ocidente
Durante a década de 1970 no leste da Europa, sobretudo na Bulgária, foi que o uso do Tribulus terrestris no tratamento de infertilidade, impotência ou disfunção erétil nos homens e aumento da libido em ambos os sexos passou a se dar. Estudos independentes búlgaros passaram a sugerir que o extracto de T. terrestris incrementaria os níveis hormonais por um tempo, ainda que voltassem logo ao seu normal.
A partir de então, a erva passou a ser conhecida mundialmente também por supostamente ser uma precursora natural da testosterona, e desta forma, aumentar a força física, a disposição, e por extensão, o ganho de massa muscular para os praticantes de musculação. T. terrestris incrementaria a produção de testosterona porque subiria os níveis de HDGn, hormônio desencadeante da Gonadotropina" O (HDGn), por sua vez estimula a produção de LH e de hormônio foliculoestimulante (acrónimo en inglés FSH).
Alguns comparam as propriedades tônicas do T. terrestris com os efeitos do ginseng, mas ambos possuem mecanismos totalmente diferentes entre si. O tribulus também é conhecido por seus supostos efeitos positivos na atividade da medula óssea para a produção dos glóbulos vermelhos eritrócitos e do sistema imunológico.

### Nomes comerciais
Pode atualmente ser encontrado sob diversos nomes comerciais, dos mais variados fabricantes, tais como Vitrix, e no Brasil, Androsten.

### Conclusões científicas
Um estudo recente demostrou que a suplementação de T. terrestris em ratos alterou a morfologia renal.
No Brasil, um dos estudos com a Tribulus terrestris foi realizado no início da década de 2000 pelo ginecologista Décio Luiz Alves, do Hospital Universitário Clementino Fraga Filho, da Universidade Federal do Rio de Janeiro. O cientista decidiu realizar experimentos com a erva depois de tomar conhecimento sobre uma pesquisa realizada na Indonésia, em 1998, com 45 homens - saudáveis e diabéticos. O uso do tribulus levou a uma melhora significativa (de até 65%) no desempenho sexual dos participantes.
Um estudo de 2005, por outro lado, concluiu que T. terrestris não causa incremento na testosterona ou no LH em homens jovens, e outro concluiu que um suplemento alimentar comercial contendo androstenediona e extratos de ervas, incluindo T. terrestris, não foi eficaz no aumento da testosterona androstenediona sozinho.
O ativo químico do T. terrestris é a protodioscina (PTN), um parente da Desidroepiandrosterona DHEA.
Diversos praticantes de fisiculturismo que utilizam esteroides anabolizantes usam T. terrestris como repositor de testosterona numa terapía pós-ciclo. Depois de um ciclo completo, eles usam o tribulus para restaurar de forma natural os níveis de testosternoa no corpo.

Os pesquisadores entre eles já descobriram e um dos locais relatados, International Journal of Andrology, diz que o Tribulus terrestris pode elevar significativamente os níveis dos hormônios LH e da testosterona em animais com disfunção erétil.
Mas em estudos científicos recentes o Tribulus se mostrou ineficaz no aumento de testosterona em humanos. Também foi ineficaz no aumento de desempenho e massa corporal em atletas.
Foi descoberto ainda em uma pesquisa de 2008 que nenhum componente químico do Tribulus é precursor da testosterona, não aumentando a sua produção.
De acordo com a nutricionista brasileira Érica Zago, o tribulus terrestris vendido comercialmente em forma de cápsulas é considerado um medicamento, e não um alimento, devendo ser tomado sob prescrição médica. O Hakop foi o primeiro medicamento brasileiro registrado pela Anvisa à base de Tribulus.

#### Ciclos
Alguns acreditam que o uso a longo prazo poderia reduzir seus efeitos benéficos. Por isso, usuários costumam utilizar o tribulus em ciclos, como por exemplo três semanas de uso, seguidas de outro ciclo de 1 a 3 semanas sem uso, ou uma dosagem padrão com ciclo decrescente, tal como 4 a 6 semanas usando, seguido por 3 a 6 semanas sem usar.